# كأس ليتوانيا
كأس ليتوانيا (بالليتوانية: Lietuvos futbolo federacijos taurė)‏ يُعرف أيضًا باسم (بالإنجليزية: SHARP LFF Cup)‏ لأسباب تتعلق بالرعاية، هي مسابقة كأس في كرة القدم الليتوانية يتم التنافس عليها على شكل خروج المغلوب. الفائز في الكأس يحصل على حق المشاركة في كأس السوبر الليتواني وكذلك الدوري الأوروبي.

## وصلات خارجية
- اتحاد كرة القدم الليتواني - أخبار ونتائج الموسم الحالي.
- مؤسسة إحصاءات وثيقة لرياضة كرة القدم - تاريخ كأس ليتوانيا.